# Catherine de Saint Phalle
Pour les articles homonymes, voir Saint-Phalle.
Catherine de Saint Phalle, née en 1956, est une traductrice et écrivaine française.

## Œuvres
- N'écartez pas la brume !, Arles, France, Actes Sud, coll. « Domaine français », 1994, 177 p.  (ISBN 2-7427-0247-4)
- Désirs d'Irlande, dir. avec Paul Brennan, Arles, France, Actes Sud, 1996, 173 p.  (ISBN 2-7427-0748-4)
- Moby, Arles, France, Actes Sud, coll. « Domaine français », 1996, 190 p.  (ISBN 2-7427-0741-7)
- Après la nuit, Arles, France, Actes Sud, coll. « Domaine français », 1999, 259 p.  (ISBN 2-7427-2515-6)
- Nous sommes tous des Carthaginois, Paris, Éditions Buchet/Chastel, 2004, 245 p.  (ISBN 2-283-02055-7)
- Sous un ciel immense, Paris, Sabine Wespieser Éditeur, 2015, 256 p.  (ISBN 978-2-84805-181-9)